# Lijst van Eerste Kamerleden 1904-1907
Lijst van Eerste Kamerleden 1904-1907 geeft een overzicht van de leden van de Nederlandse Eerste Kamer in de periode tussen de verkiezingen van 1904 en de verkiezingen van 1907. De zittingsperiode van de Eerste Kamer ging in op 20 september 1904 en eindigde op 16 september 1907.
De Eerste Kamer telde 50 leden, gekozen door de leden van Provinciale Staten in de elf provincies. Eerste Kamerleden werden gekozen voor een termijn van negen jaar; om de drie jaar werd een derde deel van de Eerste Kamer vernieuwd.
| Naam                                   | groepering                     | provincie     | begindatum        | einddatum         | refs   |
| -------------------------------------- | ------------------------------ | ------------- | ----------------- | ----------------- | ------ |
| Maurits van Asch van Wijck             | Anti-Revolutionaire Partij     | Utrecht       | 20 september 1904 | 16 september 1907 | [ 1 ]  |
| Willem van Basten Batenburg            | katholieken                    | Gelderland    | [ d ] [ e ]       | 19-09-1910 [ f ]  | [ 2 ]  |
| Arnoldus van Berckel                   | katholieken                    | Gelderland    | 20 september 1904 | 24 juni 1907      | [ 3 ]  |
| Jean Bevers                            | katholieken                    | Zuid-Holland  | 20 september 1904 | 16 september 1907 | [ 4 ]  |
| Petrus van Beyma                       | vrije liberalen                | Friesland     | 20 september 1904 | 19-09-1910 [ f ]  | [ 5 ]  |
| Jacob van den Biesen                   | katholieken                    | Noord-Brabant | 20 september 1904 | 15-09-1913 [ g ]  | [ 6 ]  |
| Henricus Bosch van Drakestein          | katholieken                    | Utrecht       | 20 september 1904 | 19-09-1910 [ f ]  | [ 7 ]  |
| Jan Breebaart                          | Liberale Unie                  | Noord-Holland | 20 september 1904 | 16 september 1907 | [ 8 ]  |
| Joseph Brouwers                        | katholieken                    | Limburg       | 20 september 1904 | 16 september 1907 | [ 9 ]  |
| Herman Bultman                         | Liberale Unie                  | Noord-Holland | 20 september 1904 | 19 februari 1907  | [ 10 ] |
| Petrus van der Does de Willebois       | katholieken                    | Noord-Brabant | 20 september 1904 | 19-09-1910 [ f ]  | [ 11 ] |
| Rembertus Dojes                        | Liberale Unie                  | Groningen     | 20 september 1904 | 19-09-1910 [ f ]  | [ 12 ] |
| Gustaaf van der Feltz                  | Liberale Unie                  | Drenthe       | 20 september 1904 | 16 september 1907 | [ 13 ] |
| Pieter von Fisenne                     | katholieken                    | Zuid-Holland  | 20 september 1904 | 19-09-1910 [ f ]  | [ 14 ] |
| Herman Franssen                        | Anti-Revolutionaire Partij     | Overijssel    | 6 december 1904   | 15-09-1913 [ g ]  | [ 15 ] |
| Karel Godin de Beaufort                | Christelijk-Historische Partij | Zeeland       | 20 september 1904 | 15-09-1913 [ g ]  | [ 16 ] |
| Jacob Havelaar                         | Christelijk-Historische Partij | Zuid-Holland  | 20 september 1904 | 16 september 1907 | [ 17 ] |
| Carel van Heeckeren van Kell           | Anti-Revolutionaire Partij     | Zuid-Holland  | 6 december 1904   | 19-09-1910 [ f ]  | [ 18 ] |
| Theodorus Heerkens                     | katholieken                    | Overijssel    | 6 december 1904   | 16 september 1907 | [ 19 ] |
| Pieter 't Hooft                        | Anti-Revolutionaire Partij     | Gelderland    | 20 september 1904 | 15-09-1913 [ g ]  | [ 20 ] |
| Samuel van Houten                      | vrije liberalen                | Friesland     | 20 september 1904 | 16 september 1907 | [ 21 ] |
| Willem Hovy                            | Anti-Revolutionaire Partij     | Zeeland       | 20 september 1904 | 19-09-1910 [ f ]  | [ 22 ] |
| Melchert de Jong                       | Liberale Unie                  | Noord-Holland | 20 september 1904 | 15-09-1913 [ g ]  | [ 23 ] |
| Herman Kist                            | Liberale Unie                  | Noord-Holland | 20 september 1904 | 16 september 1907 | [ 24 ] |
| Dirk Laan                              | Liberale Unie                  | Noord-Holland | 20 september 1904 | 7 april 1905      | [ 25 ] |
| Jan Laan                               | Liberale Unie                  | Noord-Holland | 29 mei 1905       | 16 september 1907 | [ 26 ] |
| Alphonsus van Lamsweerde               | katholieken                    | Gelderland    | 20 september 1904 | 16 september 1907 | [ 27 ] |
| Wilhelmus van Leeuwen                  | vrije liberalen                | Noord-Holland | 20 september 1904 | 19-09-1910 [ f ]  | [ 28 ] |
| Constantijn van Limburg Stirum         | Christelijk-Historische Partij | Gelderland    | 20 september 1904 | 30 augustus 1905  | [ 29 ] |
| Constant van Löben Sels                | Anti-Revolutionaire Partij     | Gelderland    | 6 december 1905   | 1 november 1906   | [ 30 ] |
| Constant van Löben Sels                | Anti-Revolutionaire Partij     | Gelderland    | 5 december 1906   | 16 september 1907 | [ 30 ] |
| Willem Merkelbach                      | katholieken                    | Noord-Brabant | 20 september 1904 | 19-09-1910 [ f ]  | [ 31 ] |
| Alphonse Michiels van Kessenich        | katholieken                    | Limburg       | 20 september 1904 | 15-09-1913 [ g ]  | [ 32 ] |
| Frederik van Nierop                    | Liberale Unie                  | Noord-Holland | 20 september 1904 | 15-09-1913 [ g ]  | [ 33 ] |
| Egbertus Pelinck                       | Liberale Unie                  | Drenthe       | 10 juli 1907      | 19-09-1910 [ f ]  | [ 34 ] |
| Willem Prinzen                         | katholieken                    | Noord-Brabant | 20 september 1904 | 15-09-1913 [ g ]  | [ 35 ] |
| Eduard Rahusen                         | vrije liberalen                | Noord-Holland | 20 september 1904 | 19-09-1910 [ f ]  | [ 36 ] |
| Frederic Reekers                       | katholieken                    | Gelderland    | 20 september 1904 | 15-09-1913 [ g ]  | [ 37 ] |
| Louis Regout                           | katholieken                    | Limburg       | 20 september 1904 | 19-09-1910 [ f ]  | [ 38 ] |
| Alphons Sassen                         | katholieken                    | Noord-Brabant | 20 september 1904 | 16 september 1907 | [ 39 ] |
| Jan Schimmelpenninck van der Oye       | Christelijk-Historische Partij | Gelderland    | 20 september 1904 | 19-09-1910 [ f ]  | [ 40 ] |
| Jan Scholten                           | Liberale Unie                  | Groningen     | 20 september 1904 | 16 september 1907 | [ 41 ] |
| Jacob Sickenga                         | vrije liberalen                | Friesland     | 20 september 1904 | 15-09-1913 [ g ]  | [ 42 ] |
| Henri Staal                            | Liberale Unie                  | Noord-Holland | 10 mei 1907       | 15-09-1913 [ g ]  | [ 43 ] |
| Dirk Stork                             | vrije liberalen                | Overijssel    | 6 december 1904   | 19-09-1910 [ f ]  | [ 44 ] |
| Simon van Velzen                       | Anti-Revolutionaire Partij     | Zuid-Holland  | 20 september 1904 | 15-09-1913 [ g ]  | [ 45 ] |
| Sjoerd Vening Meinesz                  | vrije liberalen                | Noord-Holland | 20 september 1904 | 19-09-1910 [ f ]  | [ 46 ] |
| Petrus Vermeulen                       | katholieken                    | Zuid-Holland  | 20 september 1904 | 19-09-1910 [ f ]  | [ 47 ] |
| Hendrik Waller                         | Anti-Revolutionaire Partij     | Zuid-Holland  | 20 september 1904 | 15-09-1913 [ g ]  | [ 48 ] |
| Jan van Wassenaer van Rosande          | Christelijk-Historische Partij | Zuid-Holland  | 20 september 1904 | 15-09-1913 [ g ]  | [ 49 ] |
| Walther van Waterschoot van der Gracht | katholieken                    | Zuid-Holland  | 20 september 1904 | 16 september 1907 | [ 50 ] |
| Wilco van Welderen Rengers             | Liberale Unie                  | Friesland     | 20 september 1904 | 15-09-1913 [ g ]  | [ 51 ] |
| Derk Welt                              | Liberale Unie                  | Groningen     | 20 september 1904 | 15-09-1913 [ g ]  | [ 52 ] |
| Jan Willinge                           | Liberale Unie                  | Drenthe       | 20 september 1904 | 27 mei 1907       | [ 53 ] |
| Jan Woltjer                            | Anti-Revolutionaire Partij     | Zuid-Holland  | 20 september 1904 | 16 september 1907 | [ 54 ] |
| Emilius van Zinnicq Bergmann           | katholieken                    | Noord-Brabant | 20 september 1904 | 16 september 1907 | [ 55 ] |